# Litoprosopus schausii
Litoprosopus schausii là một loài bướm đêm trong họ Erebidae.